# Leandro Faggin
Leandro Faggin (Padua, 18 de julio de 1933-Padua, 6 de diciembre de 1970) fue un deportista italiano que compitió en ciclismo en la modalidad de pista, especialista en las pruebas de persecución.
Participó en los Juegos Olímpicos de Melbourne 1956, obteniendo dos medallas de oro, en las pruebas de kilómetro contrarreloj y persecución por equipos (junto con Antonio Domenicali, Franco Gandini y Valentino Gasparella).
Ganó doce medallas en el Campeonato Mundial de Ciclismo en Pista entre los años 1954 y 1968.

## Medallero internacional
| Juegos Olímpicos   | Juegos Olímpicos         | Juegos Olímpicos  | Juegos Olímpicos           |
| Año                | Lugar                    | Medalla           | Competición                |
| ------------------ | ------------------------ | ----------------- | -------------------------- |
| 1956               | Melbourne (Australia)    | Medalla de oro    | 1 km contrarreloj          |
| 1956               | Melbourne (Australia)    | Medalla de oro    | Persecución por equipos    |
| Campeonato Mundial |                          |                   |                            |
| Año                | Lugar                    | Medalla           | Competición                |
| 1954               | Colonia (RFA)            | Medalla de oro    | Persecución individual (A) |
| 1955               | Milán (Italia)           | Medalla de bronce | Persecución individual (A) |
| 1956               | Copenhague (Dinamarca)   | Medalla de plata  | Persecución individual (A) |
| 1958               | París (Francia)          | Medalla de plata  | Persecución individual (P) |
| 1961               | Zúrich (Suiza)           | Medalla de bronce | Persecución individual (P) |
| 1962               | Milán (Italia)           | Medalla de plata  | Persecución individual (P) |
| 1963               | Rocourt (Bélgica)        | Medalla de oro    | Persecución individual (P) |
| 1964               | París (Francia)          | Medalla de plata  | Persecución individual (P) |
| 1965               | San Sebastián (España)   | Medalla de oro    | Persecución individual (P) |
| 1966               | Fráncfort (RFA)          | Medalla de oro    | Persecución individual (P) |
| 1967               | Ámsterdam (Países Bajos) | Medalla de bronce | Persecución individual (P) |
| 1968               | Roma (Italia)            | Medalla de bronce | Persecución individual (P) |

## Palmarés
- 1954
  - Campeón del mundo de persecución amateur 
  - Campeón de Italia de persecución amateur
- 1956
  - Medalla de oro a los Juegos Olímpicos de Melbourne en kilómetro contrarreloj
  - Medalla de oro a los Juegos Olímpicos de Melbourne en persecución por equipos
- 1957
  - Campeón de Italia de persecución
- 1958
  - Campeón de Italia de persecución
- 1959
  - Campeón de Italia de persecución 
  - Campeón de Italia de omnium 
  - 1.º en los Seis días de Nueva York (con Ferdinando Terruzzi)
- 1960
  - Campeón de Italia de persecución
- 1961
  - Campeón de Italia de persecución 
  - 1.º en los Seis días de Melbourne (con John Young)
- 1962
  - Campeón de Italia de persecución
- 1963
  - Campeón del mundo de persecución 
  - Campeón de Italia de persecución
- 1964 
  - Campeón de Italia de persecución 
  - 1.º en los Seis días de Melbourne (con Ferdinando Terruzzi)
  - 1.º en los Seis días de Milán (con Rik Van Steenbergen)
- 1965
  - Campeón del mundo de persecución 
  - Campeón de Italia de persecución 
  - 1.º en los Seis días de Adelaida (con Joe Ciavola)
  - 1.º en los Seis días de Montreal (con Freddy Eugen)
- 1966
  - Campeón del mundo de persecución 
  - Campeón de Italia de persecución 
  - 1.º en los Seis días de Montreal (con Freddy Eugen)
- 1967
  - Campeón de Italia de persecución
- 1968
  - Campeón de Italia de persecución 
  - 1.º en los Seis días de Montreal (con Horst Oldenburg)
  - 1.º en los Seis días de Melbourne (con Dieter Kemper)